# Colostygia austriacaria
Colostygia austriacaria är en fjärilsart som beskrevs av Herrich-Schäffer 1850. Colostygia austriacaria ingår i släktet Colostygia och familjen mätare. Inga underarter finns listade i Catalogue of Life.